# Ónodi Gábor
Ónodi Gábor (Budapest, 1979. szeptember 12.) magyar színész.

## Élete
Egyik alapító tagja volt a Petőfi Diákszínpadnak, 1995-ben lépett színpadra először a Mária Evangéliuma című rockoperában Heródes szerepében. A Valahol Európában című musicalben Simon Pétert alakította. 1998-ban érettségizett a budapesti Petőfi Sándor Általános Iskola, Gimnázium és Szakközépiskolában, diplomáját 2003-ban szerezte a Teátrum Színiakadémián, 2004-től szerepelt a Piccolo Színházban. Ezt követően a Four Gag Man formáció tagjaként pantomim-művész volt. Két évig játszott a Veszprémi Petőfi Színháznál, majd 2008-ban Balázs Péter közbenjárására a szolnoki Szigligeti Színházhoz került. 2013-2016 között a Színház- és Filmművészeti Egyetem drámainstruktor-színjátékos hallgatója volt. Vendégművészként játszott a budapesti Katona József Színházban is.
Édesapja Ónodi György (1953–2024) operatőr, forgatókönyvíró, főszerkesztő, a 2017-ben megszűnt Heti Hetes című szórakoztató műsor producere.

## Színházi szerepeiből
- William Shakespeare: Romeo és Júlia... Gergely
- William Shakespeare: Macbeth... Lenox
- William Shakespeare: Vízkereszt, vagy amit akartok... Pap
- William Shakespeare:  Lóvetett lovagok... Pille
- William Shakespeare: A makrancos hölgy... Grumio, Petruchio szolgája
- Carlo Goldoni: Chioggiai csetepaté... Canocchia, sütőtök-árus legény
- Carlo Goldoni: Mirandolina... Szolga
- Alain René Lesage: A pénzes zsák... Pimasz
- Victor Hugo: Királyasszony lovagja... Don Antonio Ubilla, néma mór
- George Bernard Shaw: Szent Johanna... Ladvenu szerzetes
- Jaroslav Hašek: Švejk, a derék katona... Zahradik állomásfőnök; Schrőder ezredes
- Ken Kesey: Kalukkfészek... Sefelt
- Bertolt Brecht – Kurt Weill: Koldusopera... Filch
- Dale Wasserman – Mitch Leigh – Joe Darion: La Mancha lovagja... Juan
- Andrew Lloyd Webber – Tim Rice: Jézus Krisztus szupersztár... Heródes
- Alexander Breffort – Margauerite Monnot: Irma, te édes... Mimóza
- Thornton Wilder: Hello, Dolly!... Borbély
- Alan Jay Lerner – Frederick Loewe: My Fair Lady... Negyedik csavargó
- Giulio Scarnacci – Renzo Tarabusi: Kaviár és lencse... Rikkancs
- Peter Shaffer: Black Comedy... Brindsley Miller
- Federico Fellini: Országúton... Bohóc
- Vörösmarty Mihály: Csongor és Tünde... Berreh
- Jókai Mór: A kőszívű ember fiai... Mausmann
- Szigligeti Ede: Liliomfi... Szellemfi; Uracs
- Nóti Károly: Nyitott ablak... Sramek
- Herczeg Ferenc: Déryné ifjasszony... Grófi zsoké
- Bródy Sándor: A tanítónő... Bérlő
- Szép Ernő: Patika... Juki, cigány
- Molnár Ferenc: Liliom... Dr. Reich
- Molnár Ferenc: Az üvegcipő... Írnok
- Molnár Ferenc: Delila... Automobil-ügynök
- Molnár Ferenc: Színház (Előjáték Lear királyhoz; Marsall; Az Ibolya)... Somogyi; Szolga
- Heltai Jenő: Naftalin... Olcsvay
- Bíró Lajos: Sárga liliom... Főpincér
- Móricz Zsigmond – Kocsák Tibor – Miklós Tibor: Légy jó mindhalálig... Nagy úr
- Rejtő Jenő: Vesztegzár a Grand Hotelben... Shilling, bostoni tejkrémgyáros
- Sarkadi Imre: Oszlopos Simeon... Szabó
- Janikovszky Éva: Ha én felnőtt volnék... szereplő
- Szüle Mihály: Egy bolond százat csinál... Pincér
- Devecsery László: Varázskendő... Móric
- L. Frank Baum – Schwajda György: Óz, a nagy varázsló... Totó
- Rudyard Kipling – Békés Pál – Dés László – Geszti Péter: A dzsungel könyve... Keselyű 1.
- Lázár Ervin: A Négyszögletű Kerek Erdő, avagy a játéknak soha nincs vége... Mikkamakka
- Csukás István: Süsü, a sárkány... Cölöpverő; Írnok
- Békés Pál: A Félőlény... Porhany
- Egressy Zoltán: Baleset... Jerry, gyászoló fiú
- Garaczi László: Plazma... Fábián
- Tasnádi István – Fenyő Miklós: Made in Hungária... Kis Nyírő
- Kiss József: Hol a pénz?... Jenő és Balogh úr
- Kiss József: Szenzációóó! Csinn-bum Cirkusz... Bamba
- Tömöry Márta – Korcsmáros György: Csizmás kandúr... Csizmás kandúr
- Várkonyi Mátyás – Miklós Tibor: Sztárcsinálók... Zodius
- Szörényi Levente – Bródy János: Kőműves Kelemen... Ambrus
- Berté Henrik: Három a kislány... Dr. Rinna
- Szilágyi László – Eisemann Mihály: Én és a kisöcsém... Fregoli
- Szirmai Albert – Bakonyi Károly – Gábor Andor: Mágnás Miska... Mixi
- Ábrahám Pál: Bál a Savoyban... René
- Kálmán Imre: Cirkuszhercegnő... Benelli, bohóc
- Lehár Ferenc: Luxemburg grófja... Winchester
- Dilettánsok, dilettánsok... szereplő (Hatszín Teátrum)

## Film- és televíziós szerepei
- Gálvölgyi Show (2007-2011)
- Munkaügyek (2014) ...Újságíró
- Hetedik alabárdos (2017) ...Pali
- Bogaras szülők (2018) ...Balázs
- Akik maradtak (2019) ...Árvaházi intéző
- Doktor Balaton (2020-2022) ...Tufánszky Péter
- Brandon Thomas: Charley nénje (színházi előadás tv-felvétele, 2021)
- A mi kis falunk (2021) ...Költöztető
- Brigi és Brúnó (2022) ...Rico
- …a szomszéd tehene (2024) ...dr. Nagy
- Lepattanó (2024) ...bíró